# ОК-КС

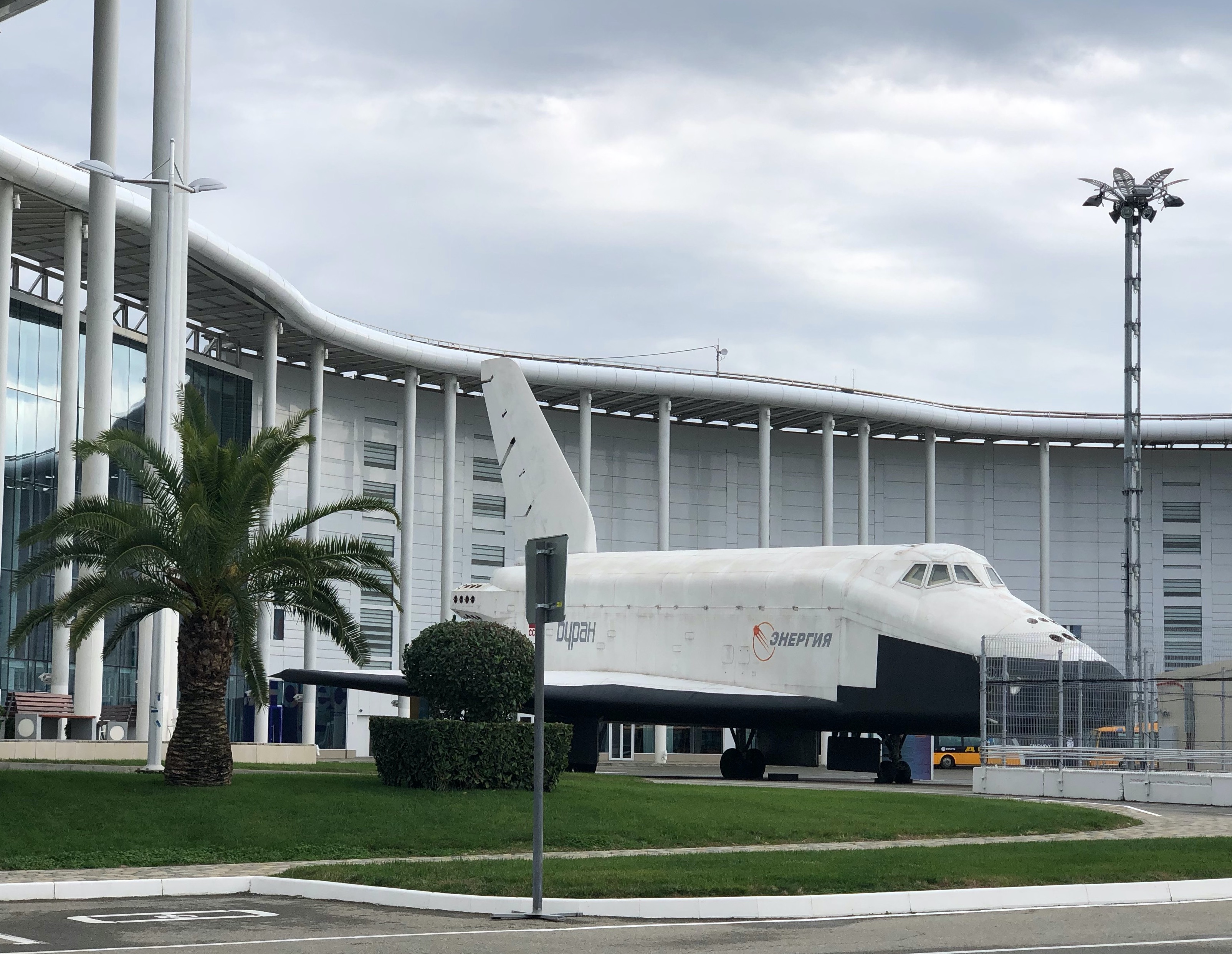
ОК-КС (изделие 003) в технопарке центра Сириус в Сочи

ОК-КС, Изделие 0.03 (Орбитальный корабль-Комплексный Стенд) — полноразмерный комплексный испытательный стенд орбитального корабля «Буран», предназначенный для отработки программного обеспечения, электро-радиотехнических испытаний систем и оборудования, для отработки воздушной транспортировки. На нём была проведена самая большая по объёму и сложности экспериментальная работа среди всех технологических макетов «Бурана». ОК-КС отличается от других стендов тем, что он был укомплектован штатными по составу бортовыми системами, штатным комплектом наземного испытательного оборудования корабля «Буран».
В 1983 году планер был доставлен в НПО «Энергия» для дооснащения и развертывания на его основе постоянно действующего
комплексного стенда. Электрические испытания на ОК-КС начались весной 1984 года. Комплексная экспериментальная работа продолжалась круглосуточно 1600 суток и завершилась тогда, когда ОК «Буран» готовился к старту в ноябре 1988 года. Было отработано 189 разделов комплексных испытаний, выявлено и устранено 21168 замечаний. Большую эффективность испытательных работ на ОК-КС обеспечил высокий уровень автоматизации испытаний, который составил 77 % от общего объема работ. Использование комплексного стенда ОК-КС оказало исключительную роль в обеспечении безопасности и сокращении сроков наземной предполётной подготовки ОК «Буран», а также в снижении расходов материальных ресурсов на его создание.
Находился на контрольно-испытательной станции РКК «Энергия», в городе Королёв. 15 октября 2012 года c целью высвобождения производственных площадей в контрольно-испытательном центре вывезен на открытую территорию, прилегающую к корпусу центра.
В последующем, после завершения необходимого объёма работ по консервации, ОК-КС планируется установить на специально подготовленной площадке территории РКК «Энергия».

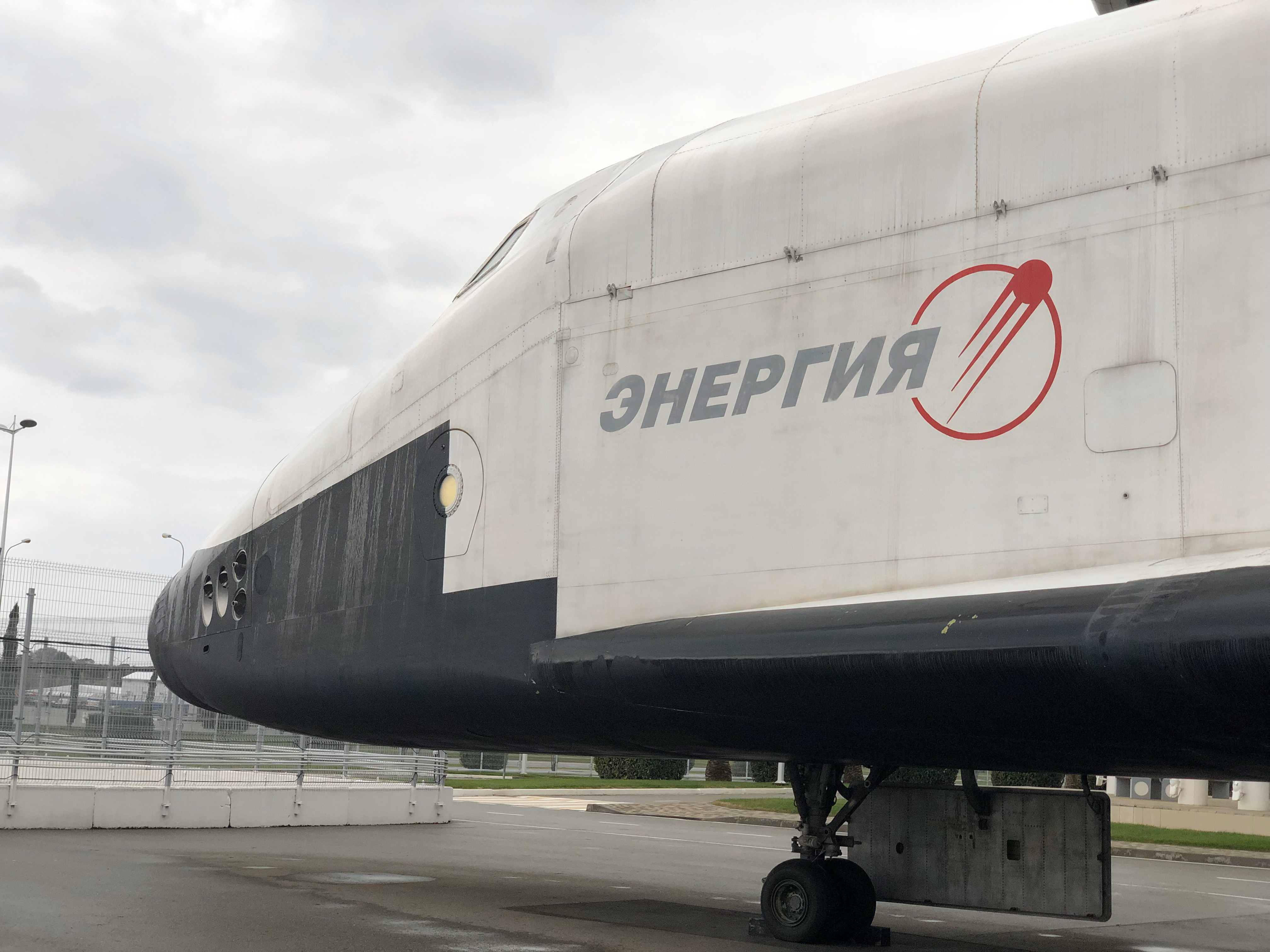
ОК-КС (изделие 003) в Сочи

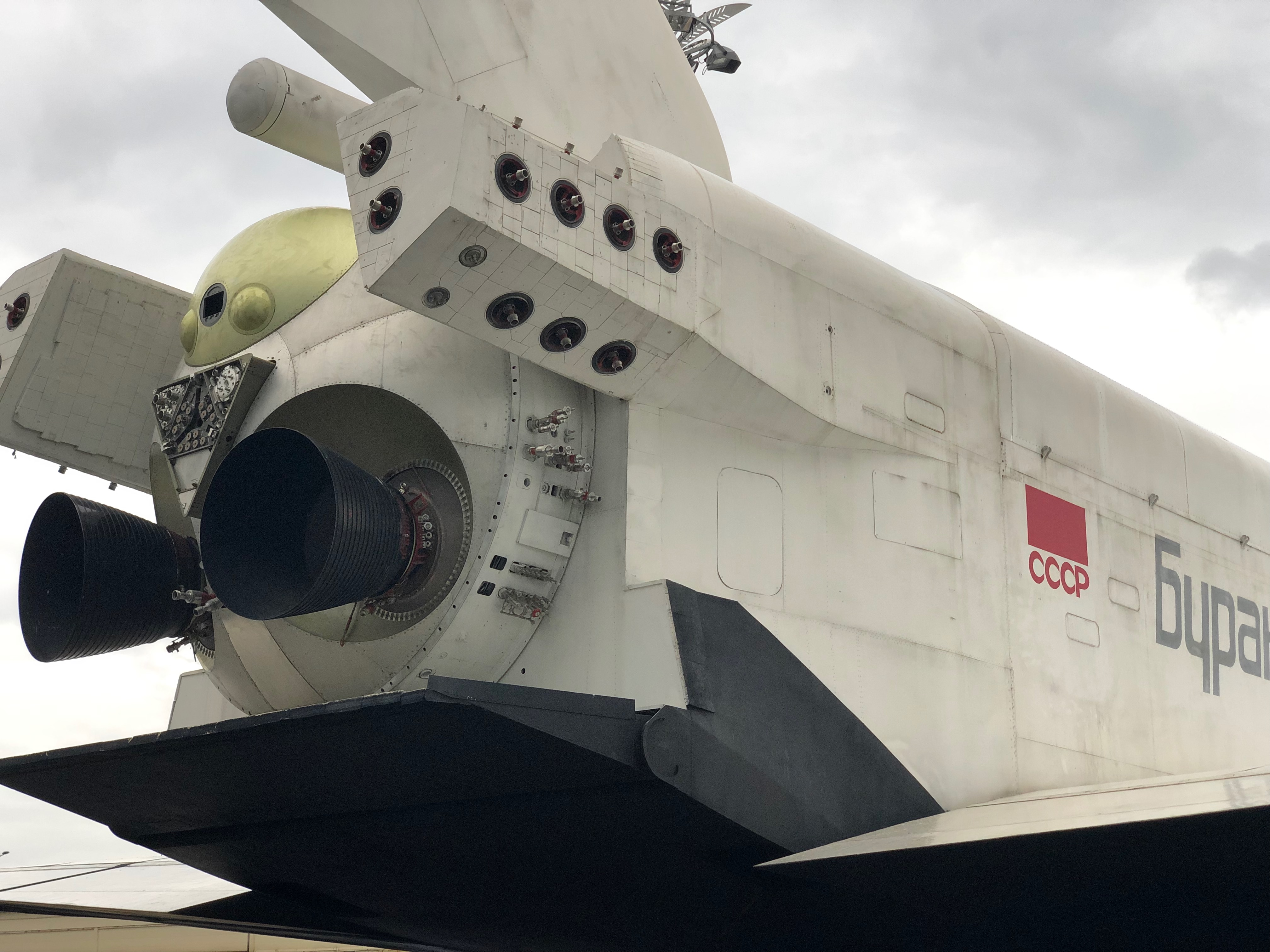
ОК-КС (изделие 003) в Сочи

16 июня 2017 года в городе Королёв, РКК «Энергия» демонтировала и разобрала стендовой макет МТКК «БУРАН» для транспортировки и передачи Образовательному центру «Сириус» в г. Сочи, расположенном в Олимпийском парке. Транспортировка осуществлялась наземным и водным путём. В августе 2017 года МТКК «Буран» установлен в Образовательном центре «Сириус».